# Chionaemopsis quadrifasciatus
Chionaemopsis quadrifasciatus är en fjärilsart som beskrevs av Cockerell och Le Veque 1931. Chionaemopsis quadrifasciatus ingår i släktet Chionaemopsis och familjen spinnmalar. Inga underarter finns listade i Catalogue of Life.